# انجليلو بينشيفينغا
انجليلو بينشيفينغا (بالإيطالية: Angelo Bencivenga)‏ (25 يوليو 1991 بتشيزينا في إيطاليا - ) هو لاعب كرة قدم إيطالي في مركز الدفاع. لعب مع نادي بارما ونادي برو فيرتشيلي ونادي ترنانا ونادي كومو ونادي ليتشي ونادي ليفورنو ونادي لوميتساني.